# Mark Walters
Mark Walters (Winnipeg, 15 de febrer de 1976) va ser un ciclista canadenc, professional del 1998 al 2008. Del seu palmarès destaca els dos Campionats nacional en ruta i la victòria final al First Union USPRO Championships.

## Palmarès
- 1998
  -  Campionat del Canadà en ruta
  - Vencedor d'una etapa del Tour de Beauce
- 1999
  - 1r a la Volta a Okinawa
  - Vencedor d'una etapa del Tour de Toona
- 2001
  -  Campionat del Canadà en ruta
- 2002
  - 1r al First Union USPRO Championships
- 2003
  - Vencedor d'una etapa del Tour de Toona
- 2004
  - Vencedor d'una etapa del Fitchburg Longsjo Classic
- 2007
  - Vencedor d'una etapa del Tour de Beauce